# Musa siamensis
Musa siamensis là một loài thực vật châu Á nhiệt đới thuộc họ Chuối bản địa Đông Dương.